# St. Laurentius (Ingenried)

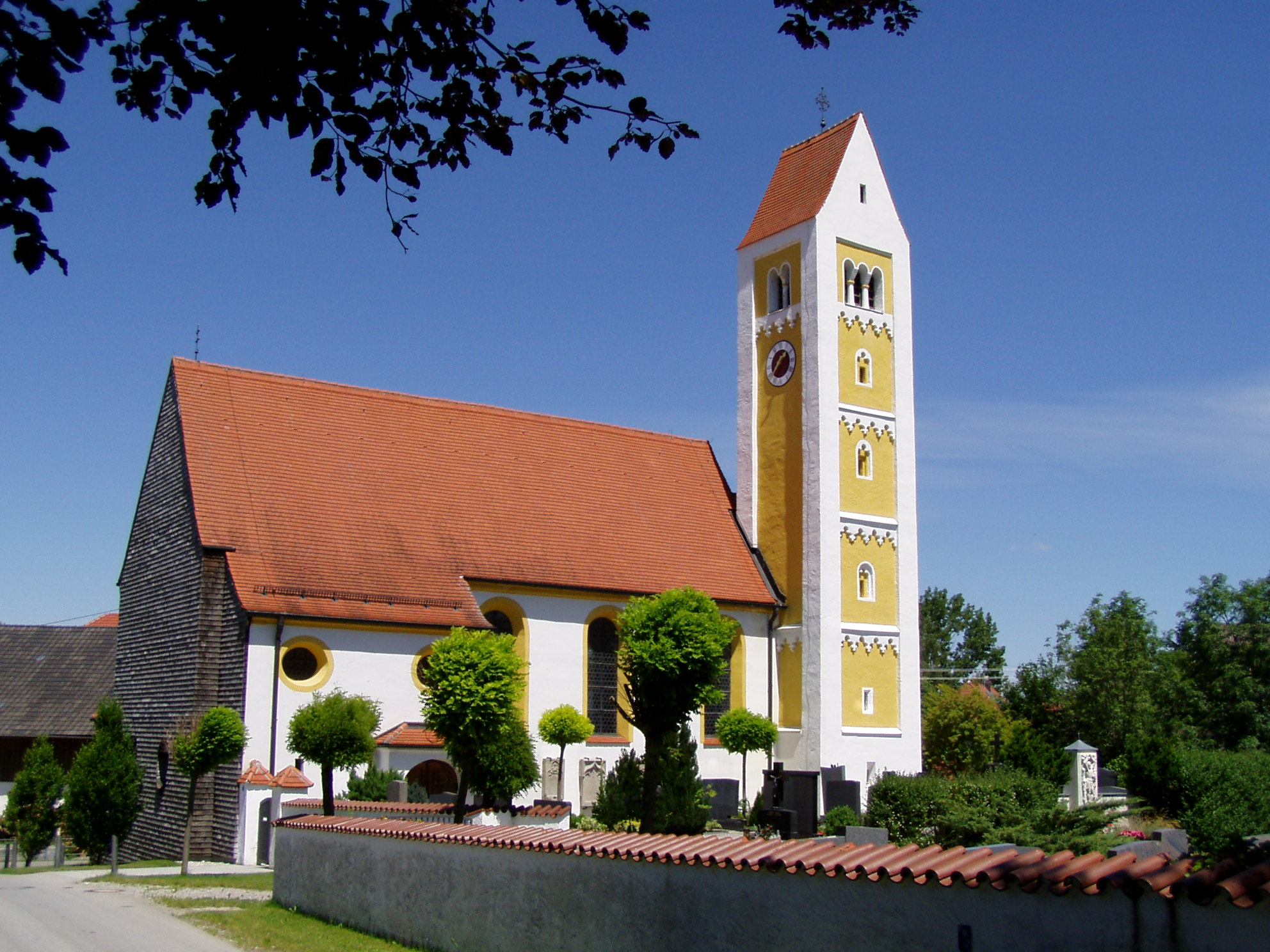
St. Laurentius in Ingenried

Die römisch-katholische Pfarrkirche St. Laurentius steht in Ingenried, einem Gemeindeteil von Pforzen im schwäbischen Landkreis Ostallgäu von Bayern. Das Bauwerk ist in der Liste der Baudenkmäler in Pforzen als Baudenkmal unter der Nr. D-7-77-158-9 eingetragen.

## Beschreibung
Die Saalkirche wurde im 15. Jahrhundert erbaut. Sie besteht aus einem Langhaus, einem eingezogenen, dreiseitig geschlossenen Chor im Osten, einem quer mit einem Satteldach bedeckten Chorflankenturm an der Südwand und der Sakristei an der Nordwand des Chors. Das Langhaus wurde im späten 17. Jahrhundert erneuert und 1923/24 nach einem Entwurf von Michael Kurz nach Westen verlängert. Der Innenraum des Langhauses ist mit einem Spiegelgewölbe über Pilastern überspannt. Die Fresken hat 1767 Franz Xaver Bernhard gestaltet. Über dem Chorbogen prangt das Wappen des Klosters Irsee. Den Kreuzweg schuf 1840 Ludwig Caspar Weiß.